# Scott Glenn
Theodore Scott Glenn (* 26. leden 1941, Pittsburgh, USA) je americký herec.

## Počátky
Narodil se v Pittsburghu v USA do rodiny uklízečky Elizabeth a obchodníka Theodora. Má irský původ. V mládí býval často nemocný a rok byl prakticky připoután k lůžku. Vystudoval The College of William and Mary, následně tři roky působil u námořnictva a pracoval jako reportér. Poté, co se neúspěšně pokoušel o psaní se dal na herectví. V roce 1965 se poprvé objevil na Broadwayi.

## Kariéra
Před kamerou se poprvé objevil v roce 1956 v seriálu The Edge of Night. Jeho pravděpodobně nejznámější rolí je role agenta Jacka Crawforda z filmu Mlčení jehňátek. Českým divákům pak může být znám z velké spousty úspěšných celovečerních filmů. Patří k nim snímky jako Správná posádka, Hon na ponorku, Smrt panen, Training Day nebo Bourneovo ultimátum.
Objevil se také například v seriálu Můj přítel Monk.

## Osobní život
Od roku 1968 je ženatý s Carol Schwartz, díky níž konvertoval k Judaismu.

## Vybraná filmografie

### Filmy
- 1975 - Nashville
- 1976 - Slepý hněv
- 1979 - Apokalypsa
- 1980 - Městský kovboj
- 1981 - Divoké kočky
- 1982 - Vyzvání k souboji
- 1983 - Správná posádka, Pevnost
- 1984 - Řeka
- 1985 - Silverado
- 1987 - Muž na mušce
- 1988 - Saigon
- 1989 - Královna krásy
- 1990 - Hon na ponorku
- 1991 - Oheň, Mlčení jehňátek, Mými hrdiny byli vždy kovbojové
- 1992 - Hráč
- 1993 - Nejvyšší spravedlnost, Archa neviňátek
- 1994 - Let holubice
- 1995 - Noc muže na útěku, Machři, Bezstarostná
- 1996 - Odvaha pod palbou, Carlina píseň
- 1997 - Džungle, Absolutní moc
- 1998 - Ohnivá bouře
- 1999 - Smrt panen
- 2000 - Vertical limit
- 2001 - Ukradni, co můžeš!, Training Day, Ostrovní zprávy
- 2004 - Únik z Puerto Vallarta
- 2006 - Svět drog
- 2007 - Mezi řádky, Bourneovo ultimátum
- 2008 - W., Surfařská svoboda, Noci v Rodanthe, Camille
- 2010 - Secretariat
- 2011 - Sucker Punch, Magické údolí
- 2012 - Reportér, Bourneův odkaz

### Televizní filmy
- 1998 - Nahé město: Vražedné Vánoce, Nahé město: Poslední soud
- 2001 - Sedmý proud
- 2003 - Rodinné tajemství
- 2004 - Vzpomínáme, Národní bezpečnost
- 2005 - Víra mých otců

### Televizní seriály
- 1956 - The Edge of Night
- 2008 - Můj přítel Monk
- 2015 - 2016 - Daredevil
- 2017 - Defenders
- 2018- Casle Rock